# Allan Jacobson (Biologe)
Allan S. Jacobson (* 1945) ist ein  Molekularbiologe an der University of Massachusetts Medical School (University of Massachusetts Chan Medical School) in Worcester, Massachusetts. Er ist vor allem für seine Arbeiten zum Nonsense-mediated mRNA Decay (NMD) bekannt. Sie führten zur Entwicklung von Ataluren, einem Medikament zur Behandlung der Muskeldystrophie Duchenne.

## Leben und Wirken
Jacobson erwarb 1971 seinen Ph.D. bei David Gillespie, Brandeis University. Als Postdoktorand arbeitete er bei Harvey F. Lodish am Massachusetts Institute of Technology. Seit 1973 ist Jacobson an der University of Massachusetts Medical School. Hier ist er (Stand 2024) Inhaber des Lehrstuhls (chair) für Mikrobiologische und Physiologische Systeme und hat zusätzlich eine nach Gerald L. und Zelda S. Haidak benannte Professur für Zellbiologie inne.
Jacobson verwendete Dictyostelium discoideum als Modellorganismus, später Hefe. An diesen konnte er zeigen, dass die Halbwertszeit der mRNA im Lebenszyklus variierte und von vorzeitigen Stopcodons abhing. Jacobson und Mitarbeiter entdeckten die Bedeutung der sogenannten UPF-Proteine für den Abbau von mRNA mit vorzeitigen Stopcodons. Letztlich konnten die wichtigsten Elemente des NMD-Stoffwechselwegs beschrieben werden und weitere Mechanismen der intrazellulären „Qualitätskontrolle“ der mRNA aufzeigen. Weitere Arbeiten befassen sich mit der Bedeutung des Poly-A-Schwanzes für die Translation und der Funktion von dcp2, einem Enzym zum Decapping von mRNA.
Jacobson hat laut Google Scholar einen h-Index von 67, laut Datenbank Scopus einen von 55 (jeweils Stand Februar 2024). Er gründete 1998 mit Stuart Peltz das Unternehmen PTC Therapeutics, das unter anderem Ataluren vermarktet und an der NASDAQ gelistet ist.

## Auszeichnungen (Auswahl)
- 2018 Mitglied der American Academy of Arts and Sciences[3]
- 2023 Gruber-Preis für Genetik[4][5]